# Ross County Football Club 2011-2012
Questa voce raccoglie le informazioni riguardanti il Ross County Football Club nelle competizioni ufficiali della stagione 2011-2012.

## Stagione
Sia in Coppa di Scozia che in Coppa di Lega il cammino della squadra si interruppe agli ottavi di finale; il Ross County vinse però la Scottish First Division, conquistando l'accesso alla massima serie.

## Maglie
| Manica sinistra · Maglietta · Maglietta · Manica destra · Pantaloncini · Pantaloncini · Calzettoni · Calzettoni | Manica sinistra · Maglietta · Maglietta · Manica destra · Pantaloncini · Pantaloncini · Calzettoni · Calzettoni |

## Rosa
| N. |                   | Ruolo | Calciatore        |
| -- | ----------------- | ----- | ----------------- |
| 1  | Scozia (bandiera) | P     | Michael Fraser    |
| 3  | Scozia (bandiera) | C     | Marc Fitzpatrick  |
| 4  | Scozia (bandiera) | D     | Grant Munro       |
| 5  | Scozia (bandiera) | D     | Scott Boyd        |
| 7  | Scozia (bandiera) | C     | Stuart Kettlewell |
| 8  | Scozia (bandiera) | C     | Paul Lawson       |
| 9  | Scozia (bandiera) | A     | Colin McMenamin   |
| 10 | Scozia (bandiera) | C     | Richard Brittain  |
| 11 | Scozia (bandiera) | C     | Iain Vigurs       |
| 12 | Scozia (bandiera) | C     | Rocco Quinn       |

| N. |                             | Ruolo | Calciatore      |
| -- | --------------------------- | ----- | --------------- |
| 13 | Scozia (bandiera)           | P     | Joe Malin       |
| 15 | Scozia (bandiera)           | C     | Mark Corcoran   |
| 16 | Scozia (bandiera)           | A     | Steven Craig    |
| 17 | Irlanda del Nord (bandiera) | A     | Sam Morrow      |
| 18 | Scozia (bandiera)           | C     | Russell Duncan  |
| 19 | Irlanda (bandiera)          | A     | Kurtis Byrne    |
| 21 | Scozia (bandiera)           | D     | Alex Cooper     |
| -  | Scozia (bandiera)           | D     | Scott Morrison  |
| -  | Irlanda del Nord (bandiera) | D     | Johnny Flynn    |
| -  | Scozia (bandiera)           | C     | Gary Miller     |
| -  | Scozia (bandiera)           | A     | Michael Gardyne |

## Risultati

### Scottish Championship
| Dingwall 6 agosto 2011, ore 16:00 1ª giornata | Ross County   | 0 – 0 referto | Greenock Morton | Global Energy Stadium (2.249 spett.)\| Arbitro: \| Steven McLean \| |
| Arbitro:                                      | Steven McLean |               |                 |                                                                     |

| Arbitro: | Calum Murray |

| |           |                  |
| Mark McLaughlin 23’ Ali Crawford 39’ James Chambers 42’ (rig.) Matt Paterson 57’ Grant Anderson 90’ | Marcatori | 77’ Kurtis Byrne |

| Arbitro: | Steve Conroy |

|                                      |           |  |
| Steven Craig 87’ Steven Craig 90'+2’ | Marcatori |  |

| Arbitro: | Mike Tumilty |

|                     |           |                  |
| Farid El Alagui 87’ | Marcatori | 75’ Steven Craig |

| Arbitro: | Brian Colvin |

|                                                 |           |                                           |
| Richard Brittain 13’ (rig.) Michael Gardyne 47’ | Marcatori | 73’ (rig.) Paul Cairney 89’ Chris Erskine |

| Arbitro: | Mat Northcroft |

|                             |           |                    |
| Richard Brittain 45’ (rig.) | Marcatori | 40’ David Sinclair |

| Arbitro: | Dr John McKendrick |

|  |           |                |
|  | Marcatori | 82’ Scott Boyd |

| Arbitro: | Gary Hilland |

|                                                                    |           |  |
| Richard Brittain 5’ Paul Lawson 64’ Sam Morrow 69’ Iain Vigurs 87’ | Marcatori |  |

| Arbitro: | Stephen Finnie |

|                          |           |                                     |
| Matt Lockwood 25’ (rig.) | Marcatori | 39’ Colin McMenamin 63’ Rocco Quinn |

| Arbitro: | Crawford Allan |

|                 |           |  |
| Grant Munro 31’ | Marcatori |  |

| Arbitro: | Charlie Richmond |

|  |           |                                                   |
|  | Marcatori | 39’ Stuart Kettlewell 90'+5’ (aut.) Colin Stewart |

| Arbitro: | Euan Norris |

|  |           |                 |
|  | Marcatori | 26’ Iain Vigurs |

| Arbitro: | David Somers |

|                                                          |           |                    |
| Stuart Kettlewell 4’ Michael Gardyne 52’ Gary Miller 83’ | Marcatori | 10’ Murray Wallace |

| Arbitro: | Mike Tumilty |

|  |           |                                                             |
|  | Marcatori | 65’ Michael Gardyne 72’ Colin McMenamin 74’ Colin McMenamin |

| Arbitro: | Craig Charleston |

|                                                                                |           |                                   |
| Rocco Quinn 28’ Colin McMenamin 45'+4’ Colin McMenamin 62’ Michael Gardyne 81’ | Marcatori | 12’ Allan Walker 36’ Allan Walker |

| Arbitro: | Kevin Clancy |

|                                     |           |                                                                       |
| Keigan Parker 52’ Keigan Parker 75’ | Marcatori | 16’ Richard Brittain 38’ (rig.) Richard Brittain 80’ Richard Brittain |

| Arbitro: | George Salmond |

|                     |           |                  |
| Colin McMenamin 82’ | Marcatori | 25’ Steven Milne |

| Arbitro: | Charlie Richmond |

|                   |           |                        |
| Kieran Duffie 77’ | Marcatori | 90'+3’ Colin McMenamin |

| Arbitro: | Iain Brines |

|                                                         |           |  |
| Colin McMenamin 30’ Iain Vigurs 36’ Michael Gardyne 50’ | Marcatori |  |

| Dumfries 14 gennaio 2012, ore 16:00 20ª giornata | Queen of the South | 0 – 0 referto | Ross County | Palmerston Park (1.314 spett.)\| Arbitro: \| Iain Brines \| |
| Arbitro:                                         | Iain Brines        |               |             |                                                             |

| Arbitro: | Craig Charleston |

|                                          |           |                                                    |
| Michael Gardyne 32’ Richard Brittain 58’ | Marcatori | 87’ Archie Campbell 90'+4’ (rig.) Peter Weatherson |

| Arbitro: | Dr John McKendrick |

|                                                        |           |  |
| Colin McMenamin 28’ Colin McMenamin 82’ Sam Morrow 87’ | Marcatori |  |

| Arbitro: | Calum Murray |

|                  |           |                  |
| Jamie Walker 89’ | Marcatori | 53’ Steven Craig |

| Arbitro: | Euan Norris |

|                |           |                  |
| Grant Munro 7’ | Marcatori | 79’ Liam Tomsett |

| Arbitro: | Mike Tumilty |

|                        |           |                       |
| Ryan Conroy 33’ (rig.) | Marcatori | 11’ Stuart Kettlewell |

| Arbitro: | Stevie O'Reilly |

|                                     |           |                   |
| Iain Vigurs 23’ Michael Gardyne 72’ | Marcatori | 57’ Ryan McGuffie |

| Arbitro: | Kevin Clancy |

|  |           |                                   |
|  | Marcatori | 7’ Colin McMenamin 16’ Scott Boyd |

| Arbitro: | Alan Muir |

|                                             |           |                 |
| Richard Brittain 19’ (rig.) Rocco Quinn 25’ | Marcatori | 62’ Mark Millar |

| Arbitro: | John Beaton |

|  |           |                     |
|  | Marcatori | 44’ Colin McMenamin |

| Arbitro: | Steven McLean |

|                 |           |                          |
| Paul Lawson 85’ | Marcatori | 90'+5’ (rig.) Pat Clarke |

| Arbitro: | Charlie Richmond |

|                   |           |                                                         |
| Rory Boulding 47’ | Marcatori | 38’ Colin McMenamin 68’ Iain Vigurs 69’ Colin McMenamin |

| Arbitro: | Brian Colvin |

|                  |           |                                                        |
| Alan Trouten 63’ | Marcatori | 46’ Michael Gardyne 67’ Colin McMenamin 84’ Sam Morrow |

| Arbitro: | Dr John McKendrick |

|                                                            |           |  |
| Michael Gardyne 9’ Colin McMenamin 61’ Michael Gardyne 64’ | Marcatori |  |

| Arbitro: | Brian Winter |

|                |           |                    |
| Marc Smyth 41’ | Marcatori | 6’ Colin McMenamin |

| Arbitro: | Euan Norris |

| |           |                   |
| Colin McMenamin 5’ Richard Brittain 40’ Stuart Kettlewell 47’ Richard Brittain 54’ Michael Gardyne 77’ | Marcatori | 46’ Jim McAlister |

| Arbitro: | David Somers |

|                                                    |           | |
| Dan Carmichael 10’ Sam Parkin 15’ Gavin Reilly 53’ | Marcatori | 11’ Stuart Kettlewell 39’ Michael Gardyne 57’ Colin McMenamin 77’ Michael Gardyne 90'+3’ Kurtis Byrne |

### Scottish Cup
| Arbitro: | Kevin Clancy |

|                                                                               |           |  |
| Michael Gardyne 9’ Paul Lawson 27’ Michael Gardyne 70’ Michael Gardyne 90'+1’ | Marcatori |  |

| Arbitro: | Crawford Allan |

| |           |  |
| Iain Vigurs 5’ Richard Brittain 52’ (rig.) Michael Gardyne 62’ Steven Craig 72’ Iain Vigurs 75’ Kurtis Byrne 87’ Kurtis Byrne 88’ | Marcatori |  |

| Arbitro: | Bobby Madden |

|                     |           |                             |
| Steven Thompson 43’ | Marcatori | 40’ (rig.) Richard Brittain |

| Arbitro: | Bobby Madden |

|                |           |                                      |
| Sam Morrow 55’ | Marcatori | 14’ Gary Teale 53’ Nigel Hasselbaink |

### Scottish League Cup
| Arbitro: | Frank McDermott |

|                                      |           |                 |
| Colin McMenamin 58’ Johnny Flynn 75’ | Marcatori | 5’ Michael Daly |

| Arbitro: | Mike Tumilty |

|                          |           |                                      |
| James Chambers 2’ (rig.) | Marcatori | 65’ Michael Gardyne 82’ Steven Craig |

| Arbitro: | Calum Murray |

|  |           |                                       |
|  | Marcatori | 13’ Gary Hooper 51’ (aut.) Scott Boyd |